# Gà hay trứng

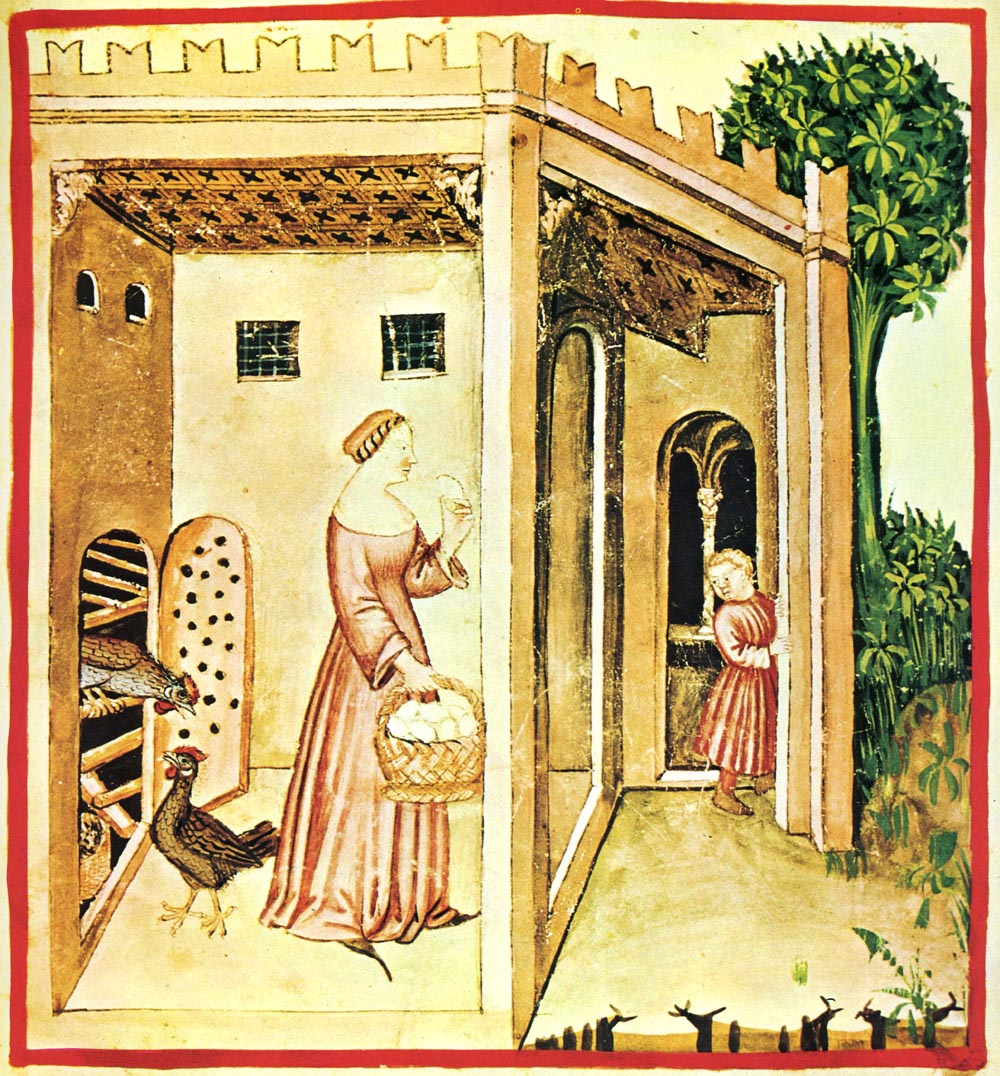
Hình minh họa có gà và trứng từ sách Tacuinum Sanitatis, thế kỷ 14

Gà hay trứng là một nghịch lý về quan hệ nhân quả nổi tiếng. Nghịch lý này thường được diễn tả dưới dạng câu hỏi: "Con gà có trước hay quả trứng có trước?" Câu hỏi này dẫn đến nghịch lý, bởi lẽ gà nở ra từ trứng, mà trứng gà lại do chính gà đẻ ra.
Nghịch lý "gà và trứng" đã trở thành một phép ẩn dụ cho những trường hợp không rõ trong hai sự kiện, sự kiện nào là nguyên nhân, còn sự kiện nào là hậu quả, hoặc nên làm việc nào trước khi việc này phụ thuộc vào việc kia. Nghịch lý này cũng dùng để nói đến những vòng luẩn quẩn về logic.
Theo các triết gia cổ điển, câu hỏi của vòng lần quẩn nguyên nhân - hậu quả này đưa đến lý luận về cuộc sống, sự sống và đến cả vũ trụ. Plutarchus đặt ra vấn đề triết học này trong tập Moralia, viết vào thế kỷ 1.

## Giải quyết về mặt khoa học
Nếu nói trứng chung thì nhiều loại động vật đẻ trứng đã xuất hiện từ lâu trước khi loài gà xuất hiện. Ví dụ như các loài bò sát, khủng long,...
Nếu nói về trứng gà thì do quá trình hình thành loài gà sẽ xuất hiện trong quá trình giảm phân, do đó quả trứng gà đầu tiên sẽ xuất hiện trước khi nở thành con gà đầu tiên. Những thay đổi do môi trường, sẽ không giúp hình thành loài gà do những thay đổi này không là tác nhân di truyền.
Các nhà khoa học của Anh đã tìm ra loại protein có ảnh hưởng đến việc hình thành nên vỏ quả trứng, loại protein này có ở buồng trứng nhiều loài động vật đẻ trứng. Đó là ovocledidin-17, một chất xúc tác cho sự phát triển của vỏ trứng. Gà mái tạo ra một lượng lớn protein này trong một thời gian ngắn. Tuy nhiên, sự hiện diện của OC-17 hoặc dạng protein tương tự ở các loài khác, như gà tây và chim sẻ gợi ý những protein làm chắc vỏ trứng là phổ biến ở tất cả loài chim, và do đó đã có từ lâu trước những con gà đầu tiên.